# Echinopora
Echinopora is een geslacht van steenkoralen uit de familie Merulinidae.

## Soorten
- Echinopora ashmorensis Veron, 1990
- Echinopora forskaliana (Milne Edwards & Haime, 1849)
- Echinopora fruticulosa Klunzinger, 1879
- Echinopora gemmacea (Lamarck, 1816)
- Echinopora hirsutissima Milne Edwards & Haime, 1849
- Echinopora horrida Dana, 1846
- Echinopora irregularis Veron, Turak & DeVantier, 2000
- Echinopora lamellosa (Esper, 1795)
- Echinopora litae Nemenzo & Montecillo, 1981
- Echinopora mammiformis (Nemenzo, 1959)
- Echinopora pacificus Veron, 1990
- Echinopora robusta Veron, 2000
- Echinopora spinulosa Brüggemann, 1879
- Echinopora taylorae (Veron, 2000)
- Echinopora tiranensis Veron, Turak & DeVantier, 2000